# Dave Freeman Open 2006
Die Dave Freeman Open 2006 im Badminton fanden vom 3. bis zum 5. März 2006 in San Diego statt.

## Sieger und Platzierte
| Disziplin    | Gold                         | Silber                                   | Bronze                                     |
| ------------ | ---------------------------- | ---------------------------------------- | ------------------------------------------ |
| Herreneinzel | Raju Rai                     | Eric Go                                  | Khankham Malaythong                        |
| Herreneinzel | Raju Rai                     | Eric Go                                  | Piotr Mazur                                |
| Dameneinzel  | Eva Lee                      | Jamie Subandhi                           | Kuei Ya Chen                               |
| Dameneinzel  | Eva Lee                      | Jamie Subandhi                           | Elena Dumitriu                             |
| Herrendoppel | Eric Go Raju Rai             | Bhaskar Neogi Piotr Mazur                | Paul Phongasavithas Khankham Malaythong    |
| Herrendoppel | Eric Go Raju Rai             | Bhaskar Neogi Piotr Mazur                | Steven Wong Jack Shu                       |
| Damendoppel  | Mesinee Mangkalakiri Eva Lee | Jennifer Coleman Zhang Mingzi            | Vimla Phongasavithas Panita Phongasavithas |
| Damendoppel  | Mesinee Mangkalakiri Eva Lee | Jennifer Coleman Zhang Mingzi            | Kuei Ya Chen Jamie Subandhi                |
| Mixed        | Eric Go Eva Lee              | Khankham Malaythong Mesinee Mangkalakiri | Jack Shu Jamie Subandhi                    |
| Mixed        | Eric Go Eva Lee              | Khankham Malaythong Mesinee Mangkalakiri | Piotr Mazur Jennifer Coleman               |